# Периодические затраты
Периодические затраты (затраты периода; англ. period costs) — затраты компании, классифицируемые в рамках управленческого учета как непроизводственные затраты, связанные с расходами на осуществление функции бизнеса. Как правило, такие затраты не включаются в себестоимость произведенной продукции, увеличивая расходы отчетного периода.

## Определение
Согласно GAAP периодические затраты — это непроизводственные затраты, связанные с расходами на осуществление функции бизнеса (управление, маркетинг, исследования, разработки, реализацию и т.п.), и не являющиеся элементами себестоимости продукции.
GAAP определяет периодические затраты как незапасоёмкие затраты, которые нельзя проинвентаризировать, поскольку они не проходят через стадию запасов, не являются частью производственной себестоимостью, а сразу списываются на финансовый результат.